# Agriculture en Arménie

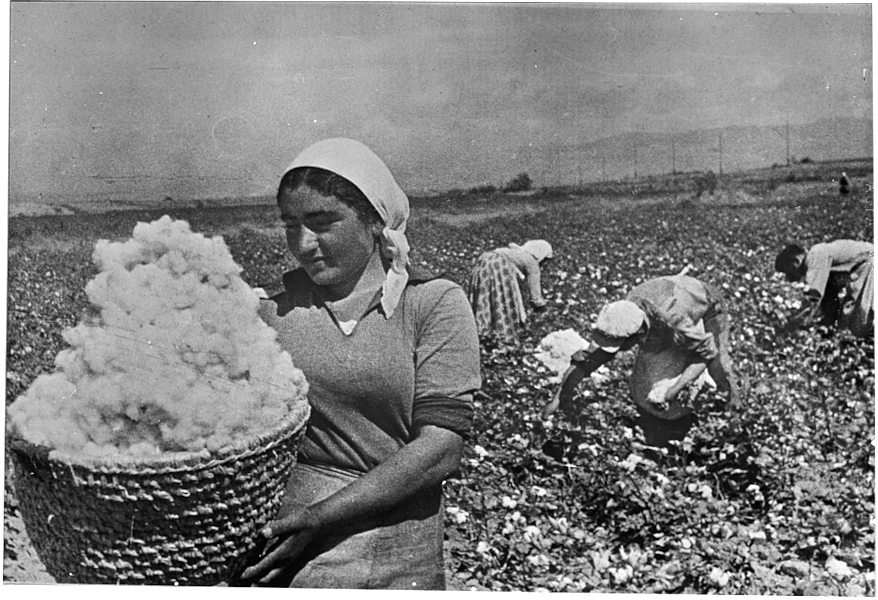
Une récolte de coton en Arménie dans les années 1930. Le coton n'est plus cultivé actuellement en Arménie.

L'agriculture de l'Arménie est depuis 20 ans en profonde restructuration, du fait d'un passage d'une agriculture collective à une agriculture caractérisée par de petites exploitations agricoles.
L'Arménie compte 2,1 millions d'hectares de terres agricoles couvrant 72 % de la superficie du pays. La plupart de ces terres sont des pâturages de montagne alors que les terres cultivables couvrent 480 000 hectares (452 900 hectares de terres arables, 27 300 hectares en vergers et en vignobles), soit 16 % de la superficie du pays. En 2006, 46 % de la population active était employée dans l'agriculture (contre 26 % en 1991) qui a contribué à 21 % du PIB du pays. En 1991, l'Arménie importait environ 65 % de ses aliments.

## La privatisation des terres
En 1990, la république socialiste soviétique d'Arménie est devenue la première république soviétique à adopter une loi de privatisation des terres, et dès lors, elle a mis en place plus rapidement cette réforme que les autres anciennes républiques soviétiques. Toutefois, la rapidité et la désorganisation du remembrement des terres a conduit à des litiges et au mécontentement de certains paysans recevant ces terres. Les principaux problèmes ont été l'attribution des droits sur l'eau et la distribution de matériaux de base et des équipements. De plus, les entreprises agro-industrielles telles que celles présentes dans la transformation alimentaire et dans les cultures sous serre sont souvent restées dans les mains de l'État, ce qui a réduit l'ampleur de cette privatisation.
La privatisation a rapidement éliminé l'agriculture collective et les fermes d'État, qui avaient dominé pendant la période soviétique. Dès 1992, la privatisation avait touché 63 % des champs cultivés, 80 % des vergers, et 91 % des vignobles pour les distribuer essentiellement à des exploitations familiales. En 2006, ces exploitations familiales ont représenté 98 % de la production agricole.
Le programme de privatisation a ainsi abouti à une augmentation rapide de 15 % de la production agricole brute entre 1990 et 1991. La croissance agricole a continué, et en 2006 la production agricole était supérieure à 75 % par rapport à 1990. Cette croissance de l'activité agricole est un fait unique parmi les anciennes républiques soviétiques. En 1993, le gouvernement a mis un terme aux restrictions liées aux transferts de terres privées, permettant ainsi d'augmenter substantiellement la taille moyenne des parcelles privées, qui était jusque-là limitée. À la fin de 1993, 300 000 petites exploitations de 1 à 5 hectares étaient en service.

## La production agricole
L'agriculture est surtout pratiquée dans les vallées alors que les montagnes et les terrains accidentés d'Arménie sont généralement dévolus au pâturage du bétail. Grâce à l'irrigation, des figues, des grenades, des abricots, et les olives sont également cultivés dans la vallée subtropicale de la rivière Araxe et dans les vallées au nord d'Erevan, où se trouvent les terres agricoles les plus fertiles du pays. L'Arménie produit aussi des pêches, des noix, des coings, et son cognac jouit d'une bonne réputation. 
L'irrigation est nécessaire pour la plupart des cultures, et la construction de canaux et d'un système d'irrigation ont été parmi les premiers grands projets de la république soviétique dans les années 1920. Dans les années 1960, les terres arables avaient été accrues de 20 %, comparativement à la période pré-soviétique. La plupart des fermes ont eu l'électricité dès le début des années 1960, et les machines ont été monnaie courante à cette époque. À l'ère soviétique, les femmes constituaient la majorité de la population active agricole, car un nombre important d'hommes jeunes avait immigré vers les centres urbains à travers les différentes campagnes d'industrialisation. En 1989, les fermes étaient exploitées avec environ 13 400 tracteurs et 1 900 moissonneuse-batteuses. Contrairement aux autres pays de la CEI, l'Arménie n'a pas subi un déclin trop important de sa motorisation agricole au cours de la privatisation, et en 2006 il y avait 14 600 tracteurs et 1 700 moissonneuse-batteuses. 
Les principaux produits agricoles sont des céréales tel le blé ou orge, les pommes de terre, les légumes, les fruits et le raisin de table et pour le vin. En 2006, l'Arménie a produit 212 500 tonnes de céréales, 539 500 tonnes de pommes de terre, 915 000 tonnes de légumes, 286 000 tonnes de fruits, 201 400 tonnes de raisins. Ces chiffres sauf ceux des céréales sont en augmentation importante par rapport à 1989, lorsque l'Arménie produisait 200 000 tonnes de céréales, 266 000 tonnes de pommes de terre, 485 000 tonnes de légumes, 170 000 tonnes de fruits, et 119 000 tonnes de raisins. La production de bétail en 2006 a atteint 66 800 tonnes de viande (poids à l'abattage), 620 000 tonnes de lait, et 464 millions d'œufs. Les chiffres de production de bétail en 1989 étaient de 105 000 tonnes de viande, de 491 000 tonnes de lait et de 561 000 tonnes d'œufs.

## Sources
- (en) Cet article est partiellement ou en totalité issu de l’article de Wikipédia en anglais intitulé « Agriculture in Armenia » (voir la liste des auteurs).